# Корженевский, Алоизий
Алоизий Корженевский (пол. Alojzy Korzeniewski; 1766 — 3 июля 1833, Вильна, Российская империя) — польский проповедник и физик, священник из ордена доминиканцев, происходил из дворянского рода Корженёвских. Почитатель иезуитского проповедника Андрея Боболи, участник борьбы за независимость Польши.
Издал «Traktat początkowy fizyki» (Вильно, 1806, перевод труда Рене Жюста Гаюи), «Kazania na niedziele i uroczystości, tajemnice roku calego, oraz na dnie niektórych świętych» (Варшава, 1824—1825) и др. Предложил к употреблению термины cieplik и gorenie, не прижившиеся в польской физической науке. Жил в Варшаве и разных городах Польши и Литвы, много лет был профессором физики в гимназии Гродно.